# شهرداری دوبجه
شهرداری دوبجه (به لاتین: Municipality of Dobje) یک منطقهٔ مسکونی در اسلوونی است که در اسلوونی واقع شده‌است. شهرداری دوبجه ۱۷٫۵ کیلومتر مربع مساحت و ۱٬۰۰۸ نفر جمعیت دارد.